# Pavetta multiflora
Pavetta multiflora är en måreväxtart som först beskrevs av Sijfert Hendrik Koorders och Theodoric Valeton, och fick sitt nu gällande namn av Cornelis Eliza Bertus Bremekamp. Pavetta multiflora ingår i släktet Pavetta och familjen måreväxter. Inga underarter finns listade i Catalogue of Life.